# Trasadingen
Trasadingen (toponimo tedesco) è un comune svizzero di 601 abitanti del Canton Sciaffusa.